# Jodi Lyn O'Keefe
Jodi Lyn O'Keefe (Cliffwood Beach, 10 ottobre 1978) è un'attrice e modella statunitense.
La sua popolarità incomincia all'età di diciassette anni interpretando la figlia di Don Johnson (Cassidy Bridges) nella serie televisiva Nash Bridges. Si è poi fatta notare dal pubblico per il suo ruolo in Prison Break in cui interpreta Gretchen Morgan, membro della Compagnia.

## Biografia
Jodi Lyn nasce a Cliffwood Beach in New Jersey da una famiglia con ascendenze irlandesi, ceche, austriache, polacche e svedesi. Frequenta una scuola cattolica.

### Carriera
Lascia il liceo per interpretare Marguerite “Maggie” Cory nella telenovela Destini.
Dopo ruolo interpreta Cassidy Bridges nella serie Nash Bridges. Si trasferisce con la madre a Hollywood, dove completa gli studi liceali per corrispondenza.
Nel 1998 recita nel film Halloween 20 anni dopo nel ruolo di Sarah Wainthrope. Successivamente nel 2000 ottiene altri ruoli in Il corvo 3 - Salvation, Costi quel che costi e Devil In The Flesh 2. In Kiss Me interpreta una presuntuosa e popolare liceale (Taylor Vaughan) e recita accanto a Freddie Prinze Jr. e Rachael Leigh Cook.
Continua a girare film e a recitare in Nash Bridges, fino alla conclusione della serie nel 2001. Dopo ciò recita nei film Out For Blood (nei quali interpreta una vampira di nome Layla Simmons) e in Venice Underground. Nel 2005 appare in tre episodi della prima stagione di Boston Legal.
Sempre nel 2005 appare anche nel videoclip Let Me Go dei 3 Doors Down a fianco dell'attore Jesse Metcalfe, della serie televisiva Desperate Housewives. Nel 2007 viene aggiunta nel cast di Prison Break.
Jodi Lyn O'Keefe appare anche in alcuni episodi delle serie televisive Streghe, The Evidence e Due uomini e mezzo.

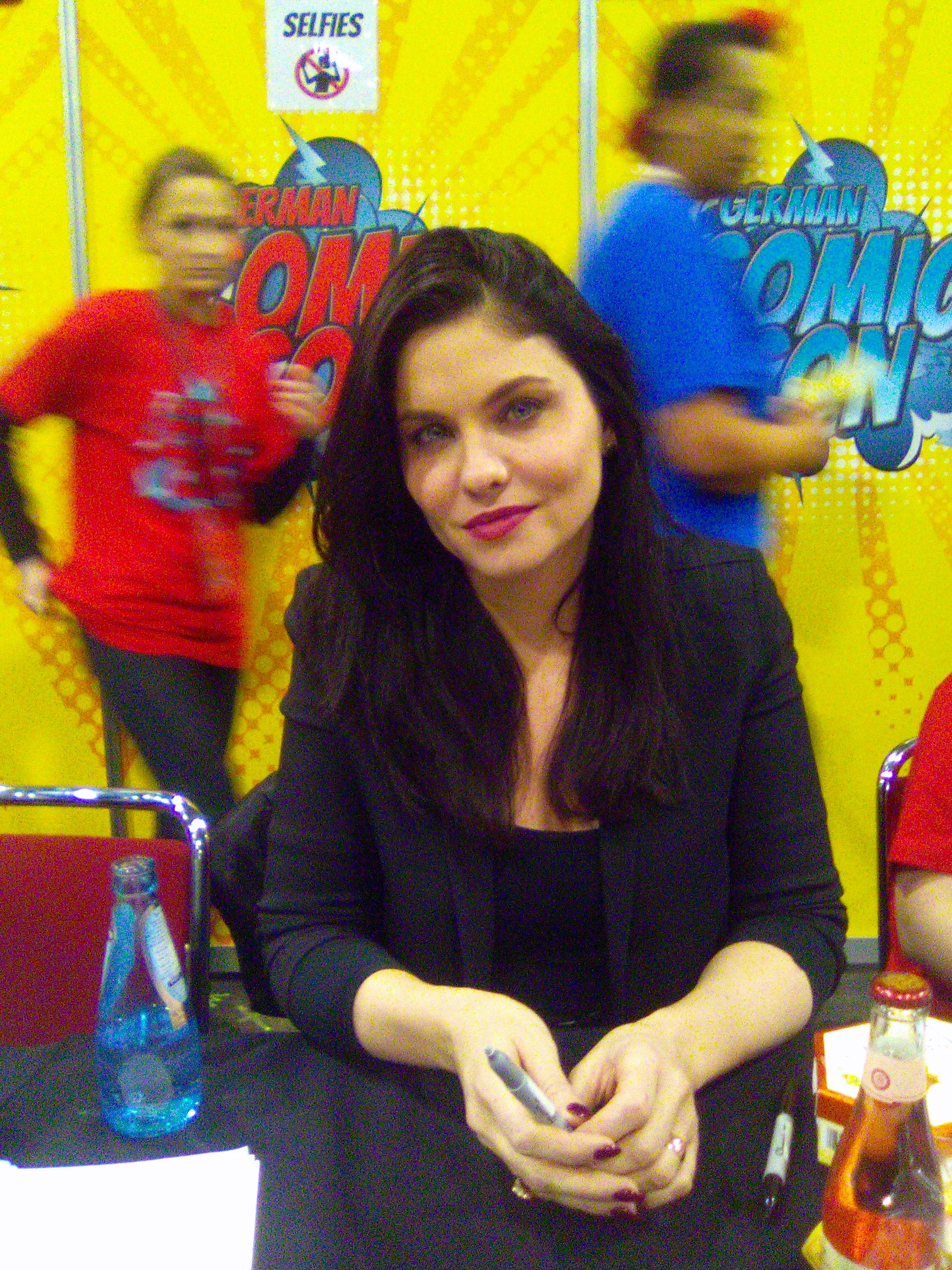
Jodi Lyn O'Keefe 2016

A partire dal 2014 prende parte nella sesta stagione della serie tv The Vampire Diaries, nella parte della strega Jo Laughlin, ruolo che ripercorre fino alla settima stagione, nel 2015.

## Filmografia

### Attrice

#### Cinema
- Halloween 20 anni dopo (Halloween H20: 20 Years Later), regia di Steve Miner (1998)
- Kiss Me (She's All That), regia di Robert Iscove (1999)
- Il corvo 3 - Salvation (The Crow: Salvation), regia di Bharat Nalluri (2000)
- Costi quel che costi (Whatever It Takes), regia di David Raynr (2000)
- La dolce ossessione di Debbie (Devil in the Flesh 2), regia di Marcus Spiegel (2000)
- Falling in Love in Pongo Ponga, regia di James Woods – cortometraggio (2002)
- Red Rover, regia di Marc S. Grenier (2003)
- Out for Blood - La paura dilaga (Out for Blood), regia di Richard Brandes (2004)
- Mummy an' the Armadillo, regia di J.S. Cardone (2004)
- L.A. Underground (Venice Underground), regia di Eric DelaBarre (2005)
- American Identity, regia di Stephen Rollins – cortometraggio (2007)
- Soul Fire Rising, regia di Dale Fabrigar – cortometraggio (2009)
- Il cacciatore di donne (The Frozen Ground), regia di Scott Walker (2013)
- Natale con l'ex (Merry Ex-Mas), regia di Brian Skiba (2014)
- Edge of Fear, regia di Bobby Roth (2018)

#### Televisione
- Destini (Another World) – serial TV, puntate sconosciute (1995)
- Nash Bridges – serie TV, 73 episodi (1996-2001)
- Dharma & Greg – serie TV, episodi 5x17-5x18 (2002)
- George Lopez – serie TV, episodi 2x01-2x07 (2002)
- The Pool at Maddy Breaker's, regia di Gerry Cohen – film TV (2003)
- Tru Calling – serie TV, episodio 1x10 (2004)
- The Help – serie TV, episodio 1x03 (2004)
- Streghe (Charmed) – serie TV, episodio 6x18 (2004)
- Boston Legal – serie TV, episodi 1x10-1x11-1x12 (2004-2005)
- Due uomini e mezzo (Two and a Half Men) – serie TV, 4 episodi (2004-2011)
- Adopted, regia di Ted Wass – film TV (2005)
- Eve – serie TV, episodio 2x15 (2005)
- Three Wise Guys, regia di Robert Iscove – film TV (2005)
- The 12th Man, regia di Chris Koch – film TV (2006)
- The Evidence – serie TV, 5 episodi (2006)
- Criminal Minds – serie TV, episodio 2x02 (2006)
- The Call, regia di Michael Spiller – film TV (2007)
- CSI: NY – serie TV, episodio 3x17 (2007)
- Raines – serie TV, episodio 1x07 (2007)
- Prison Break – serie TV, 30 episodi (2007-2009) – Gretchen Morgan
- The Big Bang Theory – serie TV, episodio 2x21 (2009)
- Prison Break: The Final Break, regia di Kevin Hooks e Brad Turner – film TV (2009) – Gretchen Morgan
- Lost – serie TV, episodio 6x08 (2010)
- Class, regia di David S. Cass Sr. – film TV (2010)
- Nella rete dell'inganno (Exposed), regia di Philippe Gagnon – film TV (2011)
- Law & Order: Los Angeles – serie TV, episodio 1x17 (2011)
- Il risolutore (The Finder) – serie TV, episodio 1x03 (2012)
- Castle – serie TV, episodio 5x02 (2012)
- Vendetta premeditata (A Nanny's Revenge), regia di Curtis Crawford – film TV (2012)
- Stalkers, regia di Mark Tonderai – film TV (2013)
- The Exes – serie TV, episodio 3x01 (2013)
- Wall Street , regia di  Benjamin Cavell e Taylor Elmore – film TV (2014)
- The Vampire Diaries – serie TV 21 episodi (2014-2017)
- Hit the Floor – serie TV 31 episodi (2014-2018)
- Lucifer – serie TV, episodio 1x03 (2016)
- Legacies – serie TV episodio 1x06 (2018)

### Doppiatrice
- Command & Conquer: Red Alert 3 - Uprising – videogioco (2009)

## Doppiatrici italiane
Nelle versioni in italiano delle opere in cui ha recitato, Jodi Lyn O'Keefe è stata doppiata da:
- Ilaria Stagni in Nash Bridges, Il Corvo 3 - Salvation
- Laura Romano in Prison Break, Il cacciatore di donne
- Emanuela Baroni in Criminal Minds, The Big Bang Theory
- Emanuela D'Amico in Lost, Castle
- Eleonora De Angelis in Kiss Me, Costi quel che costi
- Myriam Catania in Tru Calling
- Chiara Colizzi in Boston Legal
- Gilberta Crispino in Due uomini e mezzo (ep. 2x11)
- Alessandra Korompay in Due uomini e mezzo (ep. 3x06, 7x21)
- Daniela Calò in CSI: NY
- Giò Giò Rapattoni ne Il risolutore
- Rossella Izzo in The Vampire Diaries
- Irene Di Valmo in Lucifer
- Cristiana Rossi in Edge of Fear